# 14071 Ґадабірд
14071 Ґадабірд (14071 Gadabird) — астероїд головного поясу, відкритий 11 травня 1996 року.
Тіссеранів параметр щодо Юпітера — 3,300.